# Bernat Julià Rosselló
Bernat Julià Rosselló   (Felanitx, 1922 - 2013) és un religiós i músic mallorquí.
Va fundar la coral Capella Mallorquina el 1966 i la Setmana Internacional d’Orgue de Mallorca el 1970. Canonge de música de la Catedral de Mallorca des del 1973, va ser director del Conservatori de Música i Dansa de les Balears del 1977 al 1990. El 1977 l'Ajuntament de Felanix li va atorgar la Medalla de la Ciutat i el 1991 va rebre la Medalla d'Or de la Comunitat Autònoma de les Illes Balears.